# 三田村甚三郎
三田村 甚三郎（みたむら じんざぶろう、1867年11月7日（慶応3年10月12日） - 1934年（昭和9年）2月13日）は、福井県武生市（現越前市）出身の日本の実業家、政治家。

## 略歴
越前打刃物の名産地として知られる越前市越前府中（現越前市あおば町）でも有数の打物問屋に長男・欽二として出生。明治29年、家督を相続し、甚三郎を襲名。福井県立福井中学校（現福井県立藤島高等学校）を経て、東京専門学校（現早稲田大学）に入学し政治学を学ぶ。
福井新聞、有限責任信用組合武生金庫（現武生信用金庫）、武岡軽便鉄道株式会社（福井鉄道南越線）を設立。
福井県会議員を歴任後、衆議院議員に二期当選（1898-1902、1930-32）18年間無報酬で武生町長を務める。武生町の近代化に一生を捧げたことから「近代武生の父」と呼ばれた。
なお、姉川の戦いの舞台となった小谷城の支城三田村城は三田村家ゆかりの地である。

## 家族
- 父・三田村甚三郎（先代）[2] ‐ 家業は鎌・金物を扱う打物卸商[3]
- 妻・しか ‐ 徳山繁樹（足羽郡長、坂井郡長、敦賀郡長）の二女[2]
- 養子・一郎 ‐ 甥(姉の子)[2]
- 養子・佐代子 ‐ 瀬戸虎記の三女。一郎の妻。[2]

## 年譜
- 1887年 - 東京専門学校（現早稲田大学）入学。
- 1897年 - 県教育会南条群支会評議員就任。第五十七国立銀行（現北陸銀行）監査役に就任（1905年まで以降取締役就任）。県会議員に当選（二期在任。進歩党系）。
- 1898年 - 衆議院議員に当選（一期在任。憲政党、後に憲政本党所属）。憲政党福井支部幹事に就任。
- 1899年 - 福井新聞を創刊（1901年より社長、1913年より取締役就任）。
- 1911年 - 大隈重信の推奨を受け、立憲国民党福井県支部を創立。
- 1912年 - 武岡鉄道株式会社（福井鉄道南越線）を設立。取締役就任。武生町長に当選（1930年まで5期18年）。
- 1921年 - 県町村会を組織し会長に就任。
- 1923年 - 武生町立図書館（現越前市中央図書館）完成。図書館長に就任。
- 1924年 - 憲政会福井支部長就任。
- 1927年 - 有限責任信用組合武生金庫（現武生信用金庫）設立。初代組合長就任。
- 1930年 - 衆議院議員に当選（一期在任。立憲民政党所属）。
- 1934年 - 石川県片山津で死去（68歳）。

## 人物
- 書画、謡曲、俳諧に通じており、文化人を自宅に招き句会を催していた形跡が見られる。角田竹冷、室積徂春らに師事し、 「黄雲」と号する俳人であった。石川県片山津の旅宿で詠んだ「鴨鳴いて　落日寒き　湖畔かな」は辞世の句。
- 人の繋がりを非常に大切にし、物事をスムースにまとめる能力に長けていたことから、中央でも地方でも取り纏め役的な存在であったと伝えられている。三田村の書簡からは、政治家、文化人、学者との幅広い交流がうかがえる。政治家の中には、鳩山和夫、犬養毅、尾崎行雄をはじめ、対立していた自由党系の杉田定一や山本条太郎といった福井県の国会議員や歴代の福井県知事経験者も含まれる。特に犬養毅は三田村宛書簡の中で繰り返し総選挙への立候補を要請し、支部解散後も一議席を確保しようと懇請し続けていた。越前に縁のある人物の中では松平康荘、関義臣、土肥慶蔵と懇意にしていた。大隈家との関係は深く、1913年大隈重信総長による北陸巡回に際し招致発起人となっている。早稲田大学評議員・校友会福井県支部の重鎮として活動した。
- 教育者としての功績が大きく、福井県会議員時代には設置場所で紛糾していた武生尋常中学校（現福井県立武生高等学校）問題に建議し、郷里武生町への設立を実現し、武生町長時代には武生町立図書館を開設し、自らの所蔵約二千余冊を寄付した。とりわけ女子教育に熱心で、当時の県知事である阪本釤之助に女学校設立を度々陳情し、武生町立武生女子実業学校(現福井県立武生高等学校)の創立を実現した。三田村の訴えに賛同し、多額の金、土地を町に寄付した有力者もいたという。30年間南条郡教育会長として地域教育活動を指導し、教育の普及に尽力した。
- 武生町長時代には、武生大火からの復興、高等女学校の創設、街区の整備拡張、町役場の改築、武生町立図書館の建設、公会堂（現武生公会堂記念館）の建設推進などを手掛け、現在の越前市の礎を作った。福井県町村長会を組織し地方自治制度の発展に尽力したため、自治功労者として表彰され昭和天皇に二度拝謁している。藍綬褒章受章。